# صاریغ باریک‌اندام اکرامارکا
صاریغ باریک‌اندام اکرامارکا (نام علمی: Gracilinanus aceramarcae) نام یک گونه از سرده صاریغ‌های باریک‌اندام است.